# Tupigea teresopolis
Tupigea teresopolis là một loài nhện trong họ Pholcidae. Loài này được phát hiện ở Brasil.